# Weltmännertag
Der Weltmännertag ist ein Aktionstag zur Männergesundheit, der seit dem Jahr 2000 jährlich am 3. November stattfindet. Dieser sollte, laut Aussage von Michail Gorbatschow als Schirmherr, das Bewusstsein der Männer im gesundheitlichen Bereich erweitern. So liege die Lebenserwartung der Männer im Durchschnitt sieben Jahre unter jener der Frauen. Neben der Männergesundheit waren in Deutschland auch die Wehrpflicht und Zukunftsperspektiven für Jungen Themenschwerpunkte.
Ins Leben gerufen wurde der erste Weltmännertag im Jahr 2000 von Andrologen der Universität Wien. Gemeinsam mit der Stadt Wien, der Gorbatschow-Stiftung, Medical Connection und United Nations Office at Vienna (UNOV) wurde er das erste Mal offiziell 2000 in Wien veranstaltet. Heute stehen vor allem rechtzeitige Gesundheitsvorsorge und die realistische Einschätzung der eigenen gesundheitlichen Verfassung und Risiken im Vordergrund. Er ist nicht zu verwechseln mit dem Internationalen Männertag, welcher am 19. November eines jeden Jahres stattfindet.